# 홋카이도 개발국
홋카이도 개발국(北海道開発局 홋카이도우카이하츠쿄쿠[*], Hokkaido Regional Development Bureau)는 국토교통성의 지방지분부국이다. 그러나 홋카이도에서의 하천, 도로, 항만, 공항, 농업, 어항 등의 국가 직할 사업을 필두로 하여, 도시 계획, 주택에 대한 행정 사무와 건설산업 행정은 물론, 관청 영선 등을 주로 전담한다. 그래서 국토교통성의 소관 사무와 함께 농림수산성의 소관을 맡은 농업 및 관개 배수 등과 같은 농업 공학을 종합적으로 계획 및 실시하고 있는 것을 주안점으로 둔다.
아울러 소재지는 삿포로시 기타구(삿포로 제1합동청사)에 위치하고 있지만, 홋카이도 각지의 10곳을 중심으로 하여 개발건설부가 설치되어 있다. 1951년에 정식으로 설치되었고, 2001년에는 중앙 성청 개편에 따라 국토교통성의 지방지분부국으로 전환되었다.

## 같이 보기
- 국토교통성
- 농림수산성
- 홋카이도 개발청
- 홋카이도청